# The Middle of Starting Over
The Middle of Starting Over è un singolo della cantante statunitense Sabrina Carpenter, pubblicato nel 2014 ed estratto dall'EP Can't Blame a Girl for Trying. Il brano inoltre è incluso nell'album di debutto dell'artista Eyes Wide Open.

## Tracce
- Download digitale

1. The Middle of Starting Over – 3:32

## Formazione
- Sabrina Carpenter – voce
- Jim McGorman – chitarra acustica, chitarra elettrica, basso, piano, tastiera
- Robb Vallier – cori
- Michelle Moyer – cori
- Brian Malouf – tastiera
- Marc Slutsky – batteria
- Daniel Kalisher – mandolino